# Ludwig von Mises-institutet i Sverige
Ludwig von Mises - Institutet i Sverige (LvMI Sverige) är en tankesmedja med fokus på individuell frihet, fred och privat äganderätt. Dess mål är att lyfta fram den österrikiska skolan och dess ekonomiska teorier, samt att arbeta för ett samhälle baserat på libertarianska principer om privat äganderätt och frivilliga sammanslutningar. Organisationen är bland annat motståndare till centralbanker, immaterialrätt och militär intervention.

## Historia
LvMI Sverige grundades 2010 av Joakim Fagerström och Joakim Kämpe med syftet att etablera ett svenskt centrum för den österrikiska skolan. Organisationen baseras på Mises-instituten i USA och Brasilien.. Organisationens logotyp är också baserad på det amerikanska Mises-institutet och är en omgjord variant av Ludwig von Mises vapensköld.

## Verksamhet
LvMI Sverige publicerar texter och media på sin hemsida och har även publicerat artiklar i SVT Debatt, Expressen och Newsmill. Organisationens representanter föreläser också om ekonomi och libertarianism på evenemang i Sverige och andra länder. Egna konferenser och utbildningsdagar har också anordnats i Stockholm, såsom Mises Circle på Stockholms Stadsmuseum samt det fristående evenemanget Freedomfest på Myntkabinettet.

### Radio Mises
Radio Mises startades i november 2013 av LvMI och är ett poddradioprogram där de två programledarna Klaus Bernpaintner och Hans Palmstierna diskuterar österrikisk ekonomi, politik och andra ämnen.